# Jakob Niclas
Jakob Niclas (* 4. Januar 1678 in Aachen; † 1755) war ein deutscher städtischer Beamter und Bürgermeister der Reichsstadt Aachen.

## Leben und Wirken
Jakob Niclas war der Sohn des kaiserlichen Lehnverwalters Peter Niclas (1645–1695) und der Magdalena Weißenberg (* 1641). Er durchlief eine städtische Beamtenlaufbahn, wurde 1730 städtischer Baumeister und übernahm ein Jahr später als Rentmeister das Rentamt. 1732 trat er der Werkmeisterzunft bei, die sich mehrheitlich aus Tuchfabrikanten und Wollenwebern zusammensetzte. Darüber hinaus war er Mitglied in der Sakramentsbruderschaft von St. Foillan, zu deren Greven er 1747 gewählt wurde.
In den Jahren 1731/32, 1733/34, 1735/36, 1737/38, 1739/40, 1741/42, 1743/44, 1745/46, 1747/48, 1749/50, 1751/52, 1753/54 und 1755/56 wurde er jeweils zusammen mit dem Schöffenbürgermeister Alexander Theodor von Oliva insgesamt dreizehnmal zum Bürger-Bürgermeister aus den Reihen der Zünfte gewählt. Da diese beiden Bürgermeister sich der eher konservativen und traditionell ausgerichteten sogenannten „Alten Partei“ verpflichtet fühlten und beide sich zudem im jährlichen Wechsel mit gleichgesinnten Amtsträgern ablösten, sah sich die aufstrebende „Neue Partei“, die vor allem aus Kaufleuten und führenden Tuch- und Nadelfabrikaten bestand, massiv blockiert und benachteiligt, was die schon lange bestehende Aachener Mäkelei weiter aufheizte.
Als Bürgermeister vertrat Niclas die Stadt Aachen sowohl am 2. Februar 1742 bei den Feierlichkeiten zur Krönung von Kaiser Karl VII. als auch am 13. September 1745 bei der Krönung von Kaiser Franz I. in Frankfurt am Main.
Jakob Niclas war in erster Ehe verheiratet mit Maria Johanna von Meven, die ihm neun Kinder gebar. Nach deren Tod ehelichte er im Jahr 1720 Maria Katharina von Meven (* 1693), mit der keine Kinder mehr bekam. Niclas war der Besitzer des Landgutes Treut, eines denkmalgeschützten dreiflügeligen Hofes in Bruch- und Backsteinbauweise im späteren Aachener Ortsteil Laurensberg, der im 18. Jahrhundert auf beträchtlich älteren Fundamenten erbaut worden war.